# 徐光耀
徐光耀（1925年2月—），原名徐玉振，笔名越风，男，河北雄县段岗村人，中国作家，河北省文学艺术界联合会原主席。代表作有中篇小说《小兵张嘎》。

## 生平
5岁丧母，在大姐的照料下长大。9岁入初小读书。初小毕业后因家贫无力升学。1937年春入私塾读书，七七事变后辍学。1938年春一支八路军部队进驻段岗村，其中一个班的战士住在徐光耀家。部队走后，13岁的徐光耀坚持要参加八路军，几天后父亲最后同意，徐光耀赶到昝岗镇追上部队，进入八路军第一二〇师第三五九旅特务营当战士，装扮为农村儿童潜入敌后收集日伪情报。1938年冬加入中国共产党。后来姐弟几人都从小参加了八路军，家中只剩下老父亲一人。1939年5月，所在地的八路军第一二〇师特务团和冀中民军、冀西游击总队北上先遣支队等部合编为冀中民众抗日自卫军（简称“民抗”），调入“民抗”政治部锄奸科任文书，另外一位后来成名的冀中抗日作家李英儒在“民抗”第二总队。1939年7月，徐光耀被提拔为正排级的技术书记，被选送参加八路军冀中军区政治部锄奸干部培训班。徐光耀和去参加机要人员培训班的另外3人，跟随去集中军区开会的冀中警备旅政治部主任等一行，由一个连护送，昼伏夜出，途经敌占区、在日伪炮楼的缝隙间穿来绕去，向西越过平汉铁路封锁线，历尽艰险到时驻太行山区的冀中军区机关驻地。徐光耀根据此次经历，创作了小说《望日莲》并被改编拍摄为同名电影故事片。在3个多月的培训期间，徐光耀罹患疟疾，无药可用，经过20多天发病自愈。结业后，回到冀中军区第六军分区政治部锄奸科任干事。1942年参加了抗击五一大扫荡的残酷战斗。1942年5月23日八路军冀中警备旅第一团二营和第一团一营等部被日军分别包围在李家角、王家堡两处，仅有旅部和第一团二营37人由深县九区小队长夏仁义带路突围脱险，其余全部损失，随一团二营等部参加李家角战斗的徐光耀是幸存者之一。至1942年6月上旬，冀中根据地所有县城和较大集镇、村庄沦陷，日伪军把冀中根据地分割为2600余块。冀中军区部队减员1.68万人，剩余的2万主力被迫转移到冀南、冀鲁豫、北岳，被杀被捕群众达5万余人。作为“五一大扫荡”的亲历者，这场极端残酷的血火战斗经历，成为徐光耀酝酿、创作成名作《平原烈火》的情感背景和素材。工作之余自学创作，从学写家信、开通行证、打宿营报告、投墙报稿、写判决书、汇报、布告开始，到写战斗通讯，在《火线报》《冀中导报》和《团结报》上以笔名“越风”发表过一些小作品。1944年7月中旬，徐光耀从营级锄奸干事主动要求调任冀中六分区司令部军事报道参谋。1945年3月调任冀中六分区政治部宣传科摄影记者，旋即调入前线剧社。白天下乡、下连队采访，晚上写作并发表了大量战地通讯。积极响应当时冀中“八年抗战写作运动”，根据自己的亲历亲闻，雄心勃勃地拟就了写作计划。
1947年1月10月插班入华北联合大学文艺学院文学系（系主任陳企霞）学习8个月，略知何为创作，才知道文学作品的形象应该主要是人物，获得了一些文学上的基础知识。1947年在校时创作发表第一部文学作品——短篇小说《周玉章》发表在1947年4月22日《冀中导报》副刊。毕业后留校做研究生。在校期间还创作出通讯《顽军日记抄》和《家信》，诗歌《自己的土地永远不离开》《一夜》和《不到胜利不见爹娘面》，杂文《三条标语》，论文《介绍顺口溜》《民间语汇》和《战士语汇》，小说《魏连长和小陈》《鸡》《官兵之间》《常美智》和《代耕》，以及散文《红旗在前进》等大量作品。1947年11月石家庄解放后，奉命进城做地方工作。不久调入晋察冀野战军第六纵队作随军记者。不久又调入上级单位解放军第二十兵团任新华社分社记者、办《战场快报》。平津战役胜利后，第二十兵团进驻天津、秦皇岛等地，担负华北海防任务。1949年6月请了创作假，将“先烈王先臣司令员的遗像挂在墙上，使之正对书桌，一抬头，便见他的微笑”，以亲身经历的五一大扫荡为素材，只用了2个月创作完成了第一部长篇小说《平原烈火》的初稿。主题是八路军的一个大队，五一大扫荡突破日军封锁线后仅剩下37人，在遍地日伪碉堡、公路、机动巡逻的部队、汉奸、反水者控制的冀中乡村挣扎图存的心路历程。徐光耀趁赴京参加华北军区体育运动会之机，把小说稿带给《文艺报》主编陳企霞。陳企霞提了一些修改意见，并致信徐光耀的领导请求给作者创作假改稿，并要求徐光耀在1个月内改出来。1950年初，陳企霞把修改后的小说稿推荐给严辰，并约请秦兆阳、唐因、严辰给小说取名为《平原烈火》。严辰选了一大段发表在《人民文学》杂志上。1950年7月16日，16万字的小说由生活·读书·新知三联书店出版发行，当年就印刷了4次达6万册，是中国现代军事纪实文学的开创和经典之一，当时很是轰动。1951年5月人民文学出版社创建后出版的第一本书就是《平原烈火》。1953年周扬在第二次全国文代会作大会报告，建国后文学创作提到了两部长篇小说，其中之一就是《平原烈火》。丁玲在人民大学演讲时，高度评价这部作品，认为这部作品与当时流行的苏联作家西蒙诺夫写苏德战争初期军事失利背景下的《日日夜夜》相比，“只差了那么一点点”“《平原烈火》比《新儿女英雄传》写得好，《新儿女英雄传》以故事取胜，没有什么人物”。丁玲还指出《平原烈火》主角人物周铁汉还有点概念化，鼓励徐光耀“更加劲，更虚心，兢兢业业去刻苦学习，创作真正像样的作品”“尤其人物刻画，更要注意下苦功夫”。几十年后，刘白羽在致徐光耀的信中谈到这部作品时写：“……抗战时，我到过冀中、冀南，我多么希望有一本血与火的书，终于读到你的《平原烈火》，你为受尽折磨的人民，你为枯骨如霜的死者，发出忠贞之声”
1950年入中央人民政府文化部中央文学讲习所为第一期学员，学制两年半，丁玲请了郭沫若、茅盾到老舍、曹禺来讲课、座谈。在中央文学讲习所学习期间，主动要求到抗美援朝前线，在一、二线的坑道中参加战斗生活7个月。1953年加入中国作家协会。1953年第一期毕业后，在华北军区政治部文化部文艺科任创作员，带军职到故乡雄县挂职区委副书记，专管互助组和合作社，与农民“三同”，做了3年。1956年调入总政文化部创作室任创作员，全力写作农村合作化主题的长篇小说。1957年受“丁（玲）、陈（企霞）反党集团”案牵连，被打成右派分子，被连续批斗4个月，开除党籍、开除军籍、剥夺军衔，降级降薪，下放保定某农场劳动改造。1958年1月23日，从小说《平原烈火》中抽取了部分人物和故事，对其进行丰富和再创作，开始同时创作中篇小说和电影剧本《小兵张嘎》。徐光耀回忆创作经过：

“决心既下，第一步是先找题材。给自己定个规矩：不管写啥，一定要轻松愉快，能逗自己乐的，至少能使眼下的沉重暂时放松。这就很自然地想到了《平原烈火》，其中有个小鬼‘瞪眼虎’，出场时，曾是挺活跃的，可后来被主角挤到一边去，没啥事可干，最后只得蔫不唧儿的结束。一位老战友看了批评说，你怎么把个挺可爱的孩子写丢了呢？那好吧，现在就把他抓回来吧，能逗我笑的就是他。”
“于是我把平生所见所闻、所知所得的‘嘎人嘎事’，尽力搜寻，桌上放张纸，想起一点记一点，忆起一条记一条，大嘎子、小嘎子，新嘎子、老嘎子，尽都蹦蹦跳跳，奔涌而至。由于我不喜欢自己的老实刻板，从幼年便把嘎子当做楷模，注意多，观察多，交往多，‘嘎相’储藏也相对较多，尤其抗日时那些嘎不溜丢的小八路们，竟伴着硝烟战火，笑眯眯地争先赶来。不多几天，那具有情节功能的嘎人嘎事，竟拉成一个长长的单子。我把单子从头细看，加以去粗取精、编排调整，一个嘎眉嘎眼的嘎子形象，便站在眼前了。”

徐光耀在《〈小兵张嘎〉是如何写成的？》一文中回忆：

“‘瞪眼虎’实有其人，原是赵县县大队的小侦察员，他还有个伙伴外号叫‘希特勒’。他们是一双声动四方、小有威名的人物，曾创造过很多非凡的故事。可惜我只见过‘瞪眼虎’一面，又不曾交谈。但他那倒挎马枪、斜翘帽沿的逼人野气和泼辣风姿，留给我很深印象。至于‘希特勒’，则连面也没见过。《平原烈火》中虽取了‘瞪眼虎’的名号，事迹都是另外一些人的。但由于他出场过晚，无机会展示其才智本领，直到小说尾，未能发射什么光彩。有个老朋友看过该书之后，对我说：‘咳，你那个瞪眼虎，开头表现还好，像是挺有戏的，怎么不凉不酸就拉倒了呢？’他的批评，正打中我心上的遗憾，确实的，他本来还有奇异生辉的作为的，可惜不能与主角‘争戏’，只好随大流结束，这实在是委屈了他，但却为以后的‘嘎子’，埋下了一株嫩芽。”

1959年10月，作为第一批“摘帽”右派，调入保定市文联任编辑。1961年秋，《河北文艺》月刊的小说编辑张庆田来保定组稿（当时杂志社在河北省会天津市），徐光耀拿出了《小兵张嘎》的7万字中篇小说稿。很快发表在《河北文艺》1961年六、七期合刊号上。1962年年初中国少年儿童出版社出版《小兵张嘎》单行本，同时又在《北京晚报》连载。小说当时引发轰动，相继被再版或重印20多次，发行逾百万册，1980年第二届全国少年儿童文艺创作评奖中荣获小说一等奖。还被翻译成英、印地、蒙、德、泰、阿拉伯、朝、塞尔维亚等多种文字。1962年夏徐光耀将电影剧本《小兵张嘎》寄给当时全国正当红的北京电影制片厂导演崔嵬。1962年11月电影开机，1963年春夏拍摄制作完成，当年电影《小兵张嘎》全国公映，引发轰动，成为传世之作。
后任河北省文联、作协副主席。1983年被时任河北省委第一书记高扬提名任命为河北省文联党组书记、主席，长达13年。中国作协第三、四届理事，第五、六、七届名誉委员，全国文联第五届委员，河北省第六、七届人大常委，省作协第三届名誉主席等职。
2000年1月，徐光耀出版了散文集《昨夜西风凋碧树》，荣获第二届鲁迅文学奖。